# Villa Schott
Die Villa Schott ist ein Wohngebäude, das sich am südlichen Ortsausgang von Sprendlingen in Richtung Langen befindet. Sie wurde 1902 im Auftrag von Wilhelm Löffler, dem damaligen Besitzer der Sektfabrik Georg Adam Löffler, gebaut.
Der Architekt des Gebäudes war Konrad Hallenstein, der im Frankfurter Raum aktiv war. Außerdem war der Gartenarchitekt Friedrich Wilhelm Begas für die Neuanlage des Parkgeländes verantwortlich.

## Die Villa
Im Zentrum des Hauses befand sich eine große Halle, welche die zwei Geschosse umfasste. Eine Treppe, die mit Schnitzereien verziert war, führte auf eine offene Balustrade im Obergeschoss. Dort konnte man die anliegenden Zimmer betreten. Für das Personal der Villa gab es eine Dienstbotentreppe.

## Geschichte
Im Jahr 1945 war die Villa kurz Sitz der amerikanischen Militärverwaltung des Kreises Offenbach. Später wurden dort Flüchtlinge und Vertriebene untergebracht. Seit 1961 war das Gebäude unbewohnt und verfiel langsam aufgrund der fehlenden Unterhaltungsreparaturen. In den 1960er und 1970er Jahren versuchte die Stadt Sprendlingen das Anwesen zu kaufen, jedoch scheiterte dies wegen der zu hohen Forderungen der Eigentümer. In den 1980er Jahren wurde die Villa unter Denkmalschutz gestellt.
Im Jahr 2011 wurde geplant, das zerfallende Gebäude in ein modernes Wohnhaus umzugestalten. Zudem sollen auf der 3060 Quadratmeter großen Fläche drei weitere Stadtvillen gebaut werden, welche sich symmetrisch auf ihr Nachbargebäude beziehen sollen. Die beiden hölzernen Treppenhäuser und die Schablonenmalereien an den Wänden des Treppenhauses werde man sichern, wurde mitgeteilt, jedoch müssten die fehlenden Geländer ersetzt werden.